# Prospalta enigmatica
Prospalta enigmatica là một loài bướm đêm trong họ Noctuidae.